# Ferran Llàcer i Carrera
Ferran Llàcer i Carrera (Sabadell, 4 de desembre de 1893 - 5 de novembre de 1930) fou un precursor de l'aviació esportiva català.

## Biografia
Ferran Llàcer treballà de molt jove en la indústria tèxtil propietat del seu pare i es dedicà professionalment a la comercialització de llana. Però on realment va destacar va ser en l'aviació esportiva, de la qual fou un veritable precursor. El 1923 formà part de les primeres organitzacions aeronàutiques constituïdes a Barcelona, l'Aeri Club de Catalunya, i el mateix any, juntament amb Josep Canudas i Busquets i altres amants de l'aviació, va fundar la Penya de l'Aire, que es convertiria en Lliga Aeronàutica de Catalunya. Col·laborà en el Diari de Sabadell amb articles divulgatius de l'aviació i treballà per aconseguir els terrenys que servirien per a la construcció del primer aeròdrom sabadellenc. El 4 d'abril de 1925, Ferran Llàcer, acompanyat de Josep Canudas –pioner de l'aviació catalana–, estrenà el camp d'aviació de Ca n'Oriac, aterrant-hi amb un biplà Aviatik. Aquests vols es van anar repetint, en una ocasió amb el fotògraf Josep Gaspar, que va fer un dels primers jocs de fotografia aèria sobre Sabadell.
El desembre de 1970, l'ajuntament presidit per Josep Burrull va acordar donar el nom de Ferran Llàcer a un passatge obert sobre el que havia estat el camp de futbol de la Creu Alta.